# 協和大學系統
協和大學系統（Concordia University System，縮寫：CUS）或譯康考迪亞大學系統，是管轄著美國的十所學院和大學的一個教育機構，屬於密蘇里路德會。旗下所有機構均以“協和”命名，而這個詞則是來自路德會經典《協和書》。此大學系統成立於1992年，截止2011年，整個大學系統內有28,421名學生。

## 成員
協和大學系統下轄十所高等教育機構：
- 協和大學 (密歇根州)
- 協和大學芝加哥分校
- 協和大學爾灣分校
- 協和大學 (內布拉斯加州)
- 協和大學 (俄勒岡州)
- 協和大學聖保羅分校
- 協和大學德克薩斯分校
- 協和大學威斯康辛分校
- 協和學院 (紐約州)
- 協和學院阿拉巴馬分校

## 外部連結
- The Lutheran Church—Missouri Synod Board for Higher Education（页面存档备份，存于）